# Публій Сервілій Каска
Публій Сервілій Каска Лонг (лат. Publius Servilius Casca Long; 84 до н. е.— 42 до н. е.)— давньоримський політичний діяч, народний трибун 44—43 р. до н. е., монетарій 43—42 рр. до н. е., один із вбивць Гая Юлія Цезаря.

## Біографія
Публій Сервілій Каска Лонг походив із роду Сервіліїв. Ще до змови проти Цезаря сім'я Каски вважалася друзями сім'ї Юлія Цезаря. І Каска, і його брат Гай були близькими друзями з Юлієм Цезарем.
Як і багато інших вихідців із патриціанських сімей, Каска не відвідував освітніх закладів. Дітей багатих вищих класів навчали приватні вихователі, і, таким чином, діти могли приділяти особливу увагу для розвитку їхніх здібностей. Це дозволило Касці швидше за своїх конкурентів просуватися в політичній сфері.
На посаді народного трибуна Публій Сервілій Каска Лонг мав широкий вплив серед римського суспільства. Коли він став на бік Помпея, було й багато інших прибічників, але всі вони не змогли зрівнялися з військовою силою Цезаря. Коли військо Помпея було знищено, Каска попросив у Цезаря вибачення і перейшов на його сторону.
Після вбивства Гая Юлія Цезаря 15 березня 44 до н. е., він приєднався до Брута і Гая Кассія Лонгіна в їх громадянській війні з Октавіаном і Марком Антонієм, і він покінчив життя самогубством після битви при Філіппах у 42 до н.е.

## Участь у вбивстві Цезаря
Плутарх і Аппіан повідомляють нам, що Каска мало був не викритий і вбивство могло б не відбутися. За словами того ж Плутарха, Каска був першим, хто вдарив Цезаря: 
«Каска першим ударив Цезаря мечем у потилицю. Удар виявився не смертельним і рана неглибокою, бо з самого початку втратив необхідну для виконання такого сміливого вчинку впевненість у собі. Цезар, обернувшись, схопив його за руку й затримав меч. Одночасно обидва вони закричали— поранений Цезар латиною: „Каско, негіднику, що ти робиш?“, а нападник грецькою, звертаючись до свого брата: „Брате, поможи!“; від такого видовища невтаємничені у змову сенатори сторопіли: з переляку вони не спроможні були ні тікати, ні захищати Цезаря, ні навіть видобути з себе слово».
Светоній Транквіл описує цю сцену так само, хоча, ймовірно, брав за основу свідчення Плутарха: 
«Тоді один із Касків, стоячи позаду, поранив його у нижню частину шиї. Цезар, схопивши Каску за руку, простромив її стилетом, намагаючись зіп'ятися на рівні ноги, але наступний удар зупинив його; коли ж побачив довкола себе зграю ворогів з оголеними мечами, то накрив голову тогою, і водночас лівою рукою стягнув її складки донизу на гомілки, аби впасти з якнайбільшою гідністю, прикривши також і нижню частину тіла».

## У культурі

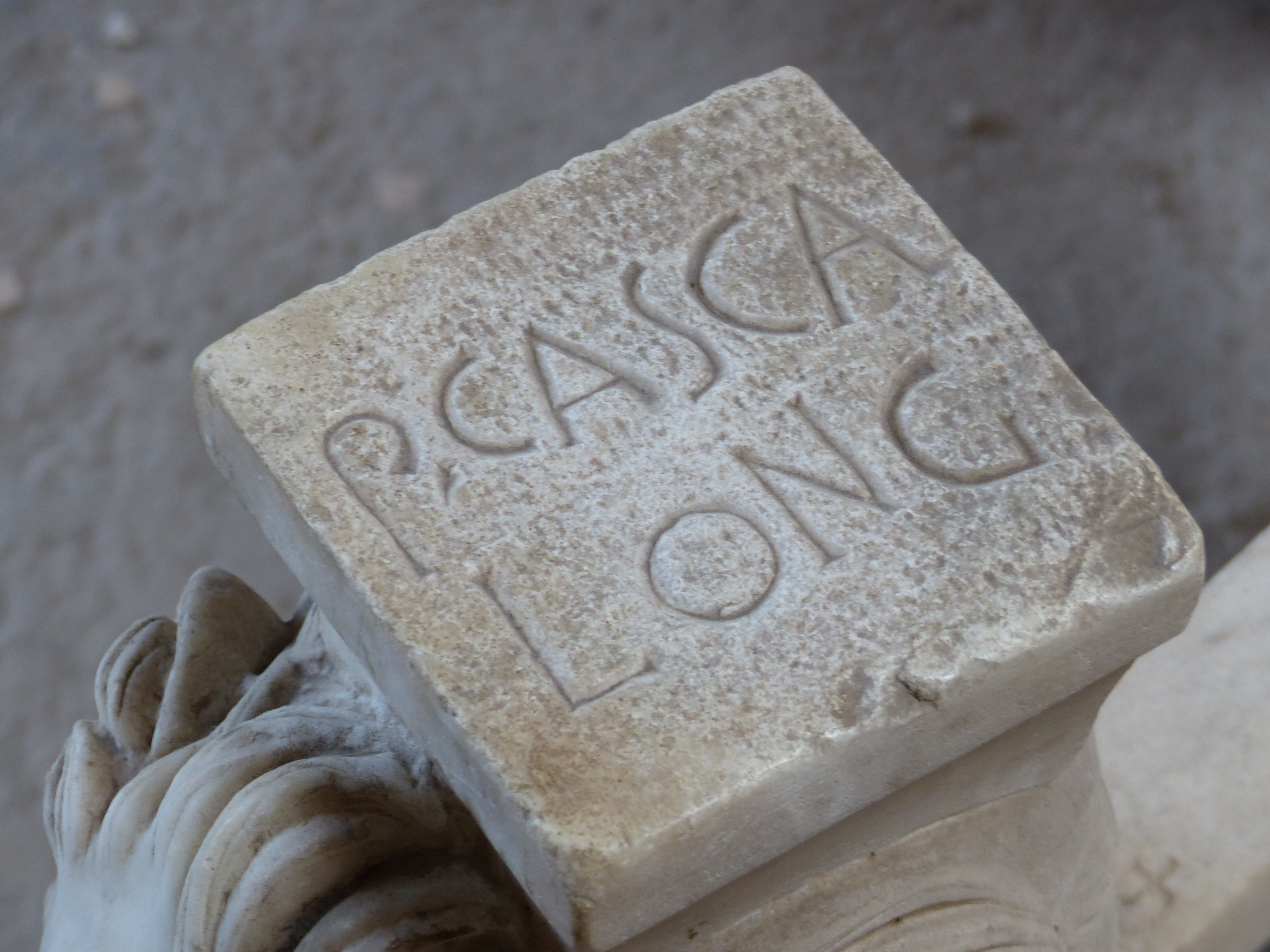
Гравійоване ім'я Каски на камені в його будинку в Неаполі

У спадок місту Рим залишився будинок Публія Сервілія Каска Лонга. Комплекс складається з двох суміжних будинків, які датуються 2 ст. до н.е. і сьогодні використовуються як первинний і вторинний атріум. Найважливіші картини атріуму мають високу якість і замінили попередні декорації та театральні сцени в епоху Августа, ванна імплювію покрита кольоровим мармуром, а комплювій, який відводить дощову воду, повністю перебудований і прикрашений мальовничими теракотовими водоносами. З одного боку імплювію є характерний стіл, який тримають три мармурові підставки з лапами у формі левів, на яких викарбовано ім'я первісного власника Публія Сервілія Каски Лонга . Цей чудовий предмет є частиною конфіскованого майна, що відноситься до вбивці Юлія Цезаря, і походить з обстановки багатого власника цього будинку, колекціонера цінних речей, про що також свідчить срібна пластина та бронзова статуя, знайдені у шафах. 
Каска згадується на монеті разом з Брутом, на якій поряд із його іменем зображена бородата фігура. Однак, схоже, це був бог Нептун, а не портрет Каски.

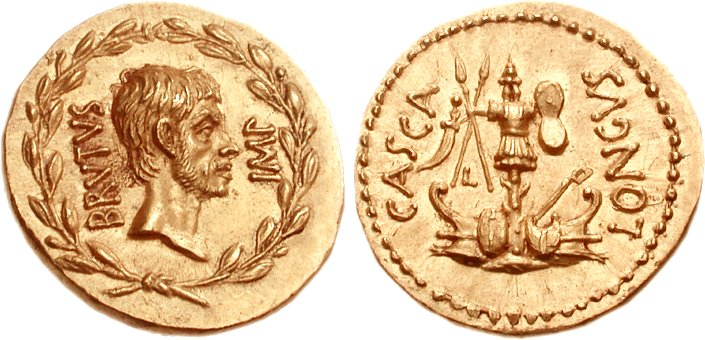
Марк Юній Брут та Публій Сервілій Каска на монеті

### В театрі й кіно:
- Марк Антоній у п'єсі Вільяма Шекспіра «Юлій Цезар» (1599) називає його «заздрісник Каска»: «Подивіться, яку оренду зробив заздрісник Каска». Ці два слова стали назвою роману Джорджети Геєр.
- У фільмі 1934 року «Клеопатра» Каска зобразив Едвін Максвелл[en].
- У 1937—1938 роках у постановці «Цезар[en]»  Публія зіграв Джозеф Коттен.
- У фільмі «Юлій Цезар» 1953 року Каска зображений Едмондом О'Браєном.
- У фільмі 1963 року «Клеопатра» Каска зіграв Керролл О'Коннор[en].
- У фільмі «Юлій Цезар» 1970 року Каска зображений Робертом Воном.